# Kalangrejo
Kalangrejo is een bestuurslaag in het regentschap Blora van de provincie Midden-Java, Indonesië. Kalangrejo telt 1254 inwoners (volkstelling 2010).